# جون إدواردز (راكب الكنو)
جون إدواردز هو راكب الكنو كندي، ولد في 1 يوليو 1954.

## وصلات خارجية
- جون إدواردز على موقع أوليمبيديا (الإنجليزية)